# رینگمر
رینگمر (به انگلیسی: Ringmer) یک روستا و محله مدنی در بریتانیا است که در Lewes واقع شده‌است. رینگمر ۲۵٫۹ کیلومتر مربع مساحت و ۴٬۶۴۸ نفر جمعیت دارد.